# George Albrecht van Oost-Friesland
George Albrecht van Oost-Friesland (13 juni 1690 – Aurich, 11 juni 1734) was van 1708 tot aan zijn dood vorst van Oost-Friesland. Hij behoorde tot het huis Cirksena.

## Levensloop
George Albrecht was de tweede, maar oudst overlevende zoon van vorst Christiaan Everhard van Oost-Friesland uit diens huwelijk met Eberhardina Sophia, dochter van graaf Albrecht Ernst van Oettingen-Oettingen. In 1708 volgde hij zijn vader op als vorst van Oost-Friesland
In 1717 werd Oost-Friesland zwaar getroffen door de Kerstvloed, waarbij 2.752 mensen verdronken en vele streken verwoest werden. Onder het bewind van George Albrecht escaleerde het al lang aanslepende conflict tussen de staten en het huis Cirksena in 1726/1727 tot de Appeloorlog, die uiteindelijk door de vorst gewonnen werd. Zelfs de stad Emden, die zich het hardst opstelde tegen George Albrecht, onderwierp zich. Omdat zijn kanselier Enno Rudolph Brenneysen slechte onderhandelingsvaardigheden had, bleef het conflict tussen de strijdende partijen echter aanslepen. Hoewel de kanselier en de vorst de rebellen bedreigden met zware straffen, kregen deze in 1732 amnestie van keizer Karel VI.
In 1715 vaardigde George Albrecht de eerste dekhengstwetgeving ter wereld uit. Ook stichtte hij in 1729/1730 de nederzetting Carolinensiel, genoemd naar zijn tweede echtgenote Sophia Carolina van Brandenburg-Bayreuth. Bovendien probeerde hij de hoge alcoholverslaving in zijn gebieden aan te pakken door in februari 1731 klootschietwedstrijden te verbieden. Hij veroordeelde de uitspattingen tijdens zulke wedstrijden, zoals bras- en zuippartijen of vechtpartijen, zeer scherp. Ook dit verslechterde de verhouding tussen de vorst en zijn onderdanen. 
In juni 1734 stierf hij op 43-jarige leeftijd aan een beroerte. Zijn zoon Karel Edzard volgde hem op. Ook hij kon het conflict met de Oost-Friese Staten niet oplossen.

## Huwelijken en nakomelingen
Op 23 september 1709 huwde George Albrecht met Christiane Louise (1691-1723), dochter van vorst George August Samuel van Nassau-Idstein. Ze kregen vijf kinderen:
- George Christiaan (1710-1711)
- Henriette Charlotte (1711-1711)
- Karel Christiaan (1715-1715)
- Karel Edzard (1716-1744), vorst van Oost-Friesland
- Henriette Augusta Wilhelmina (1717-1717)

Op 8 december 1723 trad hij in het huwelijk met zijn tweede echtgenote Sophia Carolina (1707-1764), dochter van Christiaan Hendrik van Brandenburg-Bayreuth. Hun huwelijk bleef kinderloos.